# Elsa Agalbato

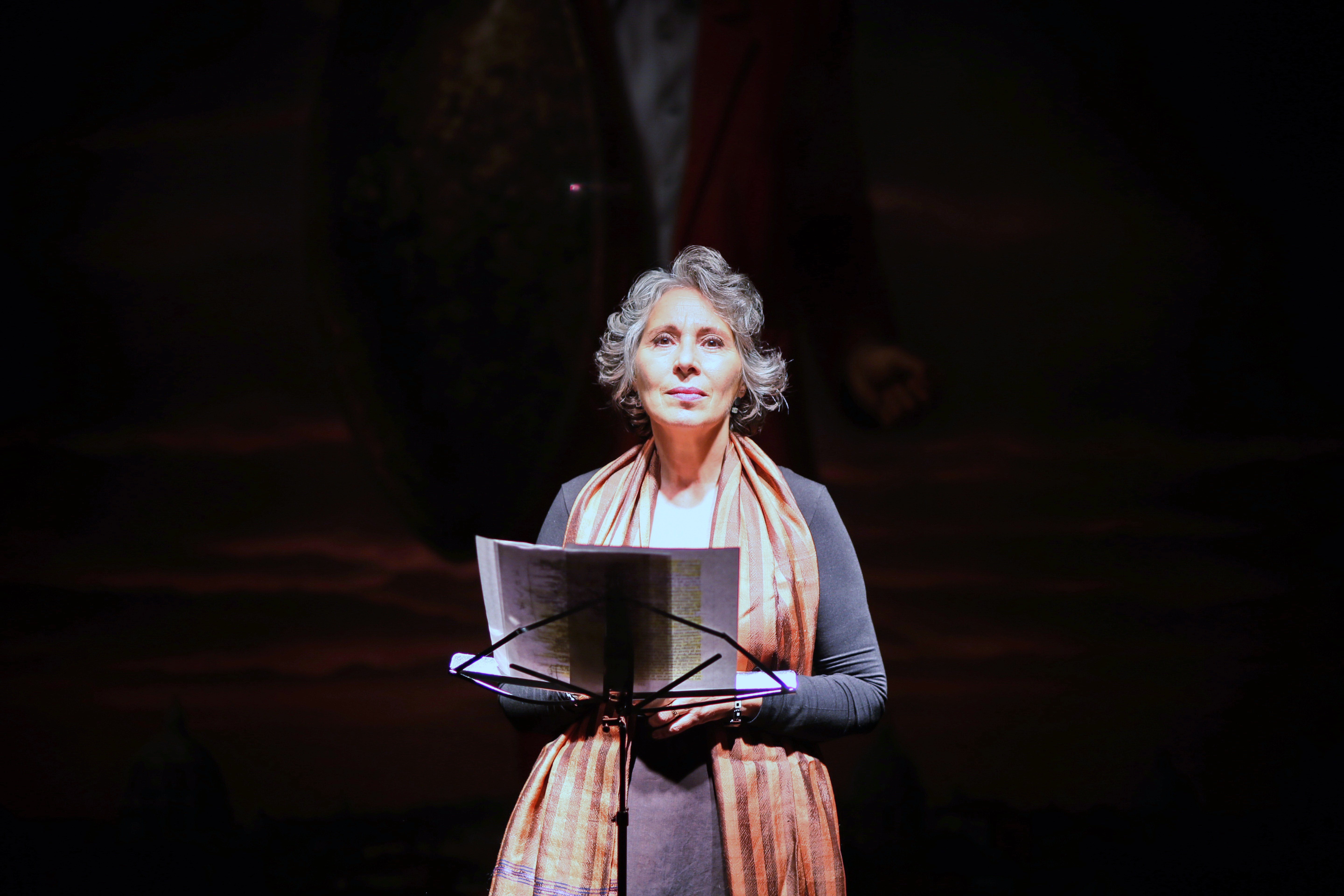
Elsa Agalbato

Elsa Agalbato (Firenze, 6 novembre 1955) è un'attrice teatrale e regista teatrale italiana.

## Biografia
Giovanissima debutta nel 1972 al teatro La Pergola di Firenze come protagonista di Ascesa e rovina della città di Mahagonny di Bertolt Brecht. Continua a studiare Arte Drammatica con Orazio Costa a Firenze. Poi approfondisce la ricerca sulla voce con Gabriella Bartolomei.
Si laurea in Lingue Moderne. Dal 1978 inizia a lavorare per la radio come interprete o autrice di radiodrammi (Radio1, Radio2, Radio3.) 
Dal 1981 partecipa come attrice a numerosi spettacoli teatrali tra cui Le supplici di Eschilo regia di Krejča, Fedra di Seneca regia di Roberto Guicciardini, Così è (se vi pare) di Luigi Pirandello regia di Franco Zeffirelli, Clizia di Niccolò Machiavelli regia di Alfredo Bianchini, Nell'altra stanza, Il cappello con la peonia di Elio Pecora regia di Marco Lucchesi.
A partire dagli anni novanta, durante la sua permanenza a Parigi, inizia l'attività di regista al Théatre de la Francophonie. Poi, ritornata in Italia, fonda l'Associazione culturale 'Vaghe Stelle' con Anna Maria Gherardi, Antonio Piovanelli e Pino Censi e le musiche di Luca Spagnoletti. Creando e producendo lavori teatrali in cui si delinea il suo interesse per il teatro di poesia alternando la parola alla 
performance e alla musica.
Dal 2000 l'incontro con Fabio Sargentini sancisce l'inizio di un nuovo percorso artistico e sentimentale che si attua con una serie di eventi e spettacoli sperimentali firmati insieme. Nasce il Teatro all'interno della galleria L'Attico.
Dal 2002 riprende l'attività radiofonica leggendo una serie di romanzi integrali per la trasmissione di Radio3 "Ad Alta Voce".
Nel 2008 pubblica come ideatrice e interprete il cd "Soffio di donna" con musica di Igor Fiorini (Vdm records).
Cura le edizioni degli audiolibri Odissea live nel 2010 e "Eneide live" nel 2012 (Emons audiolibri), due eventi di lettura integrale dal vivo messi in scena nel Teatro della galleria L'Attico.

## Vita privata
Dal 2008 è coniugata con Fabio Sargentini, gallerista, scrittore, regista.

## Regia
- 1993 Instants de femmes di B. Athéa. (Pavillon du Charolet de La Villette Parigi).
- 1995 Sul mare nel mare da Ibsen (Galleria Sala 1, Roma).
- 1998 i tristi e cari moti del cor… tratto dall'opera di G. Leopardi (Armunia Festival)
- 1998 Concerto per Leopardi di Giovanna Marini (Teatro Argentina, Roma).
- 1998 di un soffio di vento, di un suono ho paura…. dall'Eneide di Virgilio (FestivaLetteratura, Mantova)
- 2000 Fuochi da D'Annunzio e S. Caterina da Siena (Cantiere Internazionale d'Arte di Montepulciano)
- 2001 Santa Caterina a Siena performance (Siena)
- 2001 Lingue di poesia (Teatro de' Servi, Roma)
- 2002 Il minotauro di F. Friedrich Dürrenmatt (Teatro Spazio Uno, Roma)

Scrive e dirige con Fabio Sargentini:
- 2003 Il sogno di Orfeo (Sala Uno, Roma)
- 2004 Lui? Ragazzaccio! (Teatro Due, Roma)
- 2005 Bois ton sang, Beaumanoire (Teatro Due, Roma)
- 2005 Happy Journey (Galleria Senzatitolo, Roma)
- 2005 Viva Villa lettura integrale de L'Odissea (Galleria L'Attico, Roma)
- 2007 Doppio Shakespeare (Galleria L'Attico, Roma)
- 2010 Obliquo Pirandello (Galleria L'Attico, Roma)
- 2011 Edipo, la Sfinge, lo Spettro. Omaggio a Jean Cocteau, (Galleria L'Attico, Roma)
- 2012 Amlieto (Galleria L'Attico, Roma)
- 2013 Spalle al pubblico (Galleria L'Attico, Roma)
- 2014 Munch & Schiele (Galleria L'Attico, Roma)
- 2015 Vola via con me, Desdemona! (Galleria L'Attico, Roma)
- 2016 Ti regalo un anello (Galleria L'Attico, Roma)
- 2017 Toga e spada (Galleria L'Attico, Roma)
- 2018 Art will never die (Galleria Nazionale d'Arte Moderna)
- 2023 Frenata sul Lungotevere (Galleria L'Attico, Roma)

## Radio
Per Audiobox di Radio3 interpreta
- 1987 Cassandra di Christa Wolf
- 1988 Tre donne di Silvia Plath
- 1992 Palermo in tempo di peste di B. Monroy
- 1989 Sotto il segno del sole (trasmissione in diretta di M. Casco. Radio2)

Per il programma "Ad alta voce" di Radio3 legge
- 2002 Anna Karenina di Lev Tolstoj
- 2003 I Buddenbrook: decadenza di una famiglia di Thomas Mann
- 2004 Madame Bovary di Gustave Flaubert
- 2005 Papa Goriot di Honoré de Balzac
- 2006 Kim di Rudyard Kipling
- 2007 Emma di Jane Austen
- 2008 Bel ami di Guy de Maupassant